# To Anyone
To Anyone é o primeiro álbum de estúdio do girl group de hip hop sul-coreano 2NE1. O álbum foi lançado em 9 de setembro de 2010, pela YG Entertainment. 2NE1 trabalhou com Yang Hyun-Seok, Teddy Park e e.knock para produzir o álbum. Musicalmente, o álbum é classificado como de hip hop, pop, R&B e dance.

## Lista de faixas
| N.º            | Título                                                  | Letras                 | Música                 | Duração |  |
| 1.             | "Can't Nobody"                                          | Teddy                  | Teddy                  | 3:28    |  |
| 2.             | "Go Away"                                               | Teddy                  | Teddy                  | 3:39    |  |
| 3.             | "Baksu Chyeo" ("박수쳐", "Clap Your Hands"[a])          | e.knock                | e.knock                | 3:42    |  |
| 4.             | "Nan Babba" ("난 바빠", "I'm Busy"[a])                  | Big Tone               | PK, Big Tone           | 3:38    |  |
| 5.             | "Apa (Slow)" ("아파 (Slow)", "It Hurts (Slow)"[a])      | e.knock, Sunwoo Jungah | e.knock, Sunwoo Jungah | 4:16    |  |
| 6.             | "Sarangeun Ayaya" ("사랑은 아야야", "Love Is Ouch"[a])  | Masta Wu               | Choice37, Big Tone     | 3:53    |  |
| 7.             | "You and I" (Bom solo)                                  | Teddy                  | Teddy                  | 3:54    |  |
| 8.             | "Please Don't Go" (CL e Minzy)                          | Teddy                  | Teddy                  | 3:18    |  |
| 9.             | "Kiss" (Solo de Dara ft. CL)                            | Teddy                  | Teddy                  | 3:33    |  |
| 10.            | "Nal Ddara Haebwayo" ("날 따라 해봐요", "Follow Me"[a]) | Teddy                  | Teddy                  | 3:09    |  |
| 11.            | "I Don't Care" (Reggae Remix)                           | Teddy, e.knock         | Teddy, e.knock         | 3:52    |  |
| 12.            | "Can't Nobody" (Versão em inglês)                       | Perry                  | Teddy                  | 3:28    |  |
| Duração total: | Duração total:                                          | Duração total:         | Duração total:         | 43:50   |  |

## Desempenho nas paradas e certificações

### Paradas musicais
| Parada (2010)                | Melhor posição |
| ---------------------------- | -------------- |
| South Korea Gaon Album Chart | 1              |
| U.S. Billboard World Albums  | 7              |

### Paradas mensais
| Parada (2010)                | Melhor posição |
| ---------------------------- | -------------- |
| South Korea Gaon Album Chart | 1              |

| Parada (2010)                | Melhor posição |
| ---------------------------- | -------------- |
| South Korea Gaon Album Chart | 7              |

### Precessão e sucessão
| Precedido por RealSlow is Back por Wheesung | Álbum número um na South Korea Album Chart 11 de setembro de 2010  | Sucedido por Sungkyunkwan Scandal OST por Vários Artistas |
| Precedido por Hurricane Venus por BoA       | Álbum número um no mês na South Korea Album Chart Setembro de 2010 | Sucedido por Hoot por Girls' Generation                   |

## Histórico de lançamento
| País          | Data                  | Distribuidora     | Formato          |
| ------------- | --------------------- | ----------------- | ---------------- |
| Coreia do Sul | 9 de setembro de 2010 | YG Entertainment  | CD               |
| Mundial       | 9 de setembro de 2010 | YG Entertainment  | Download digital |
| Tailândia     | 28 de outubro de 2010 | GMM Grammy        | CD e DVD         |
| Filipinas     | 15 de janeiro de 2011 | Universal Records | CD e DVD         |